# Bo Niklasson
Bo Niklasson, född 1952, är en svensk forskare verksam inom mikrobiologi och immunologi. Hans första publikation kom 1979 och han har sammanlagt över 190 publikationer.

## Karriär
Bo Niklasson är disputerad och har publicerat över 190 vetenskapliga artiklar. Bo har varit chef för den försvarsmikrobiologiska enheten vid dåvarande Smittskyddsinstitutet, forskningschef på Försvarets forskningsanstalt, och adjungerad professor vid Uppsala Universitet.  Niklasson är innehavare av ett flertal patent inom främst medicin och startade 1999 företaget Apodemus.
Bo Niklasson har ett flertal gånger intervjuats eller uttalat sig i media i frågor som gäller virologi.

## Ljunganvirus
Huvudartikel: Ljunganviruset
Bo Niklasson upptäckte under 1990-talet ett virus som bärs av sorkar, som fått namnet Ljunganvirus, efter upptäcktsplatsen Ljungan i Härjedalen. Viruset tillhör gruppen picornavirus. Enligt Bo Niklasson är viruset inblandat i ett flertal medicinska sjukdomar och åkommor, såsom diabetes, Alzheimers sjukdom, fosterdöd, mm. Uppfattningen är kontroversiell inom forskningsfältet.

## Apodemus
Bo Niklasson grundade 1999 bolaget Apodemus tillsammans med Johan Claesson. Bolaget jobbar utifrån hypotesen: 
En ny grupp virus som är vanlig i vår miljö är involverad i uppkomsten och/eller utvecklingen av en rad olika sjukdomar och att dessa sjukdomar kan behandlas med antiviral terapi.
2013 flyttade Apodemus in på Karolinska Science Park. Företaget, som genomfört en studie på effekten av det antivirala medlet Pleconaril mot Alzheimers sjukdom, har nyligen varit i hetluften (mars 2017). På grund av konflikterna blev Bo Niklasson 2016 suspenderad från Apodemus och har i samband med detta lämnat bolaget.